# 水口河 (左江)
水口河，位于中国广西壮族自治区西部和越南高平省境内，是左江左岸支流，发源于中国广西那坡县平孟镇孟达村西1.5千米处，东南流进入越南高平省境，称平江（Sông Bằng Giang），经高平市，于龙州县水口镇复入中国境内，东南流至龙州县城龙州镇汇入左江。干流长188千米（其中越南境内长123千米），流域面积5532平方千米。年均径流量7.75亿立方米。